# Erica pannosa
Erica pannosa är en ljungväxtart som beskrevs av Richard Anthony Salisbury. Erica pannosa ingår i släktet klockljungssläktet, och familjen ljungväxter. Inga underarter finns listade i Catalogue of Life.